# Kamenná lúka
Kamenná lúka (polsky Kamienna (1200,9 m n. m.) je druhý nejvyšší vrch Bukovských vrchů, v Národním parku Poloniny.
Vrcholovou část tvoří louky a pískovcové bloky, podle nich dostal vrch pojmenování.
Prochází přes něj slovensko-polská státní hranice. Nachází se na slovensko-polském hraničním hřebeni, mezi vrchy Hrúbky (1186,4 m n. m.) na západě a Kremenec (1221,0 m n. m.) na východě, v jednom z nejvýznamnějších karpatských pralesů – Stužici, chráněném jako národní přírodní rezervace (viz: NPR Stužica), vyhlášené v roce 1965 na výměře 761,49 ha s nejvyšším 5. stupněm ochrany.
Vrcholové části zabírá území Stužica – Bukovské vrchy, do kterého patří i zmiňovaná NPR Stužica a které bylo v roce 2007 zapsáno do seznamu Světového přírodního dědictví UNESCO v kategorii Karpatské bukové pralesy a staré bukové lesy Německa ( anglicky Primeval Beech Forests of the Carpathians and the Ancient Beech Forests of Germany Důvodem byly zachovalé pralesy s více než 200letými buky (Fagus sylvatica) vysokými téměř 40 metrů a přes 300letými mimořádně mohutnými jedinci a skupinami jedle bělokoré (Abies alba) mimořádné hodnoty, dosahujícími výšky až 50 metrů, tak stejně mohutnými jedinci javoru klenu (Acer pseudoplatanus) a jilmu horského (Ulmus glabra). Zároveň patří do lokality Bukovské vrchy (SKUEV0229) , která je územím evropského významu soustavy Natura 2000.
Vrch je v oblasti, která je z pohledu světelného znečištění nejtmavší oblastí na Slovensku. Vznikla tu první Oblast tmavé oblohy na Slovensku pod názvem Park tmavé oblohy Poloniny.

## Výhled

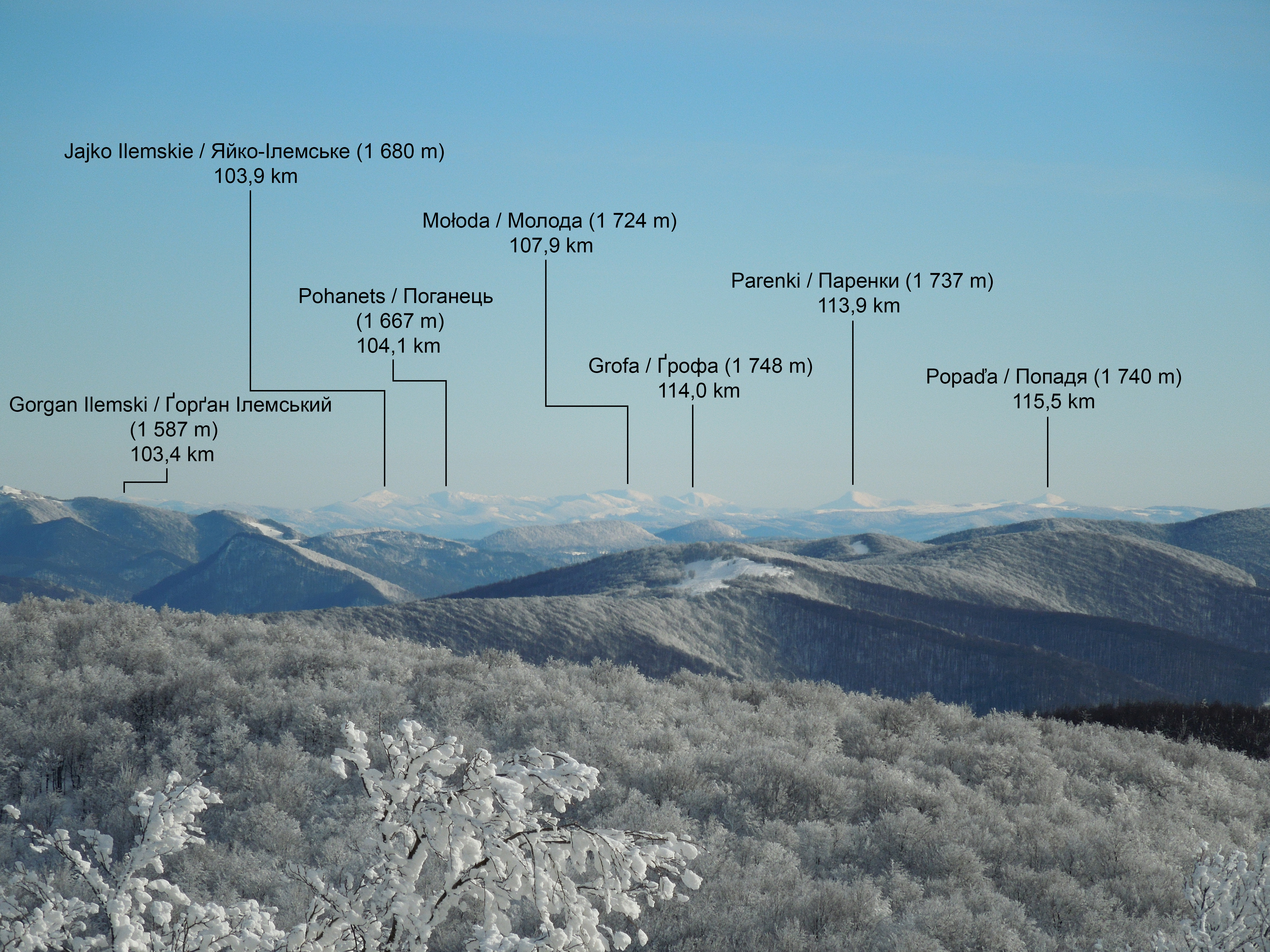
Pohled na ukrajinské vrchy z vrcholu Kamenné louky, nacházející se v pohoří Gorgany

Vrchol poskytuje výhled na polské vrchy polsky Wielka Rawka (1307,2 m n. m.), polsky Smerek (122,5 m n. m.) s pohořím polsky Połonina Wetlińska, Slovenskou Sedlickou kotlinu s pohořím Vihorlatské vrchy s nejvyšším vrchem Vihorlat (1075 m n. m.) a ukrajinskou Stužickou kotlinu s ukrajinskými vrchy Poloniny Runa ( ukrajinsky Полонина Руна (1482 m n. m.), Ostrá Hora ( ukrajinsky Гостра Гора (1405 m n. m.), s pohořími Poloniny Boržava ( ukrajinsky Полонина Боржава s nejvyšším vrchem Stij ( ukrajinsky Стой (1681 m n. m.) a Bukovské Poloniny ( ukrajinsky Букуська Полонина s nejvyšším vrchem Pikuj (ukrajinsky Пікуй (1408 m n. m.).  
Za dobrých podmínek je z vrcholu vidět hluboko do vnitrozemí Ukrajiny na přes 100 km vzdušnou čarou vzdáleny ukrajinské vrchy jako Jajko Ilemskie ( ukrajinsky Яйко-Ілемське (1680 m n. m. ), Mołoda ( ukrajinsky Молода (1724 m n. m.), Grofa ( ukrajinsky Ґрофа (1748 m n. m.), Parenkie ( ukrajinsky Паренки (1737 m n. m.) a Popaďa ( ukrajinsky Попадя (1740 m n. m.) nacházejícími se v pohoří Gorgany (ukrajinsky Ґорґани).

## Turismus
Přes vrch Kamenná lúka vede hlavní  červená turistická značka, která zároveň vede po hlavním karpatském hřebeni přes nejvýchodnější bod Slovenska – trojmezí (1207 m n. m.) na vrchu Kremenec (1221 m n. m.) a prochází po slovensko-polské státní hranici přes vícero vrchů s panoramatickými vyhlídkami jako např. Jarabá skala (1199 m n. m.), Ďurkovec (1189 m n. m.), Pľaša (1163 m n. m.), dále přes Ruské sedlo (801 m n. m.), vrchy Rypy (1003 m n. m.), Strop, (1011 m n. m.), Černiny (929 m n. m.), nejvyšší vrch Laboreckej vrchoviny Vysoký grúň (905 m n. m.), Laborecký priesmyk (684 m n. m.) až k Dukelskému průsmyku (502 m n. m.).
Ze slovenské strany je nejlehčí výstup z nejvýchodnější obce na území Slovenska Nové Sedlice.
Obec Nová Sedlica představuje výchozí bod do Národního parku Poloniny – na hlavní karpatský hřeben – na trojmezní vrch Kremenec, Kamennou lúku, do oblasti Stužica a Jarabé skály. Je zde možnost ubytování a stravování v zařízeních Penzión Kremenec Archivováno 10. 7. 2015 na Wayback Machine. a Hostinec Beskyd Archivováno 1. 8. 2015 na Wayback Machine..

## Přístup

#### Ze Slovenska[1]
- po  červené značce z obce Nová Sedlica přes vrch Kremenec (1221 m n. m.), délka: ↑ 3:50 h, ↓ 3:25 h, převýšení: 791 m
- po  zelené značce z obce Nová Sedlica přes vrch Čierťaž (1071 m n. m.), odtud po  červené značce přes vrch Hrúbky (1186 m n. m.), délka: ↑ 4:25 h, ↓ 3:25 h, převýšení: 791 m
- po  červené značce hřebenem směrem od vrchu Jarabá skala (1199 m n. m.)

#### Z Polska[7]
- po  zelené značce z Przełęcz Wyżniańska (855 m n. m.) při turistické horské chatě Bacówka PTTK Pod Małą Rawką (930 m n. m.), dále po  značce přes vrchy Mała Rawka (1271,5 m n. m.) a Wielka Rawka (1307 m n. m.) a dále po  značce přes vrch Krzemieniec (1221 m n. m.), délka: ↑ 3:00 h, ↓ 2:20 h, převýšení: 346 m
- po  značce z obce Ustrzyki Górne přes vrch Krzemieniec (1221 m n. m.), délka: ↑ 3:30 h, ↓ 2:55 h, převýšení: 545 m
- po  značce z obce Wetlina, dále po  značce přes vrchy Mała Rawka (1271 m n. m.) a Wielka Rawka (1307 m n. m.) a dále po  značce přes vrch Krzemieniec (1221 m n. m.), délka: ↑ 4:40 h, ↓ 3:40 h, převýšen: 551 m
- po  značce hřebenem směrem od vrchu Jarabá skala (Bukovské vrchy) (1199 m n. m.)

### Možnosti dopravy do turistických východisek
Do obce Nová Sedlica je možné dopravit se příměstskou dopravou autobusovými linkami SAD Humenné.   Vzdálenost: Humenné – Nová Sedlica 65,9 km, Snina – Nová Sedlica 44,6 km. Pro vyhledání spojení lze použít internetový jízdní řád Archivováno 22. 12. 2016 na Wayback Machine..

## Galerie

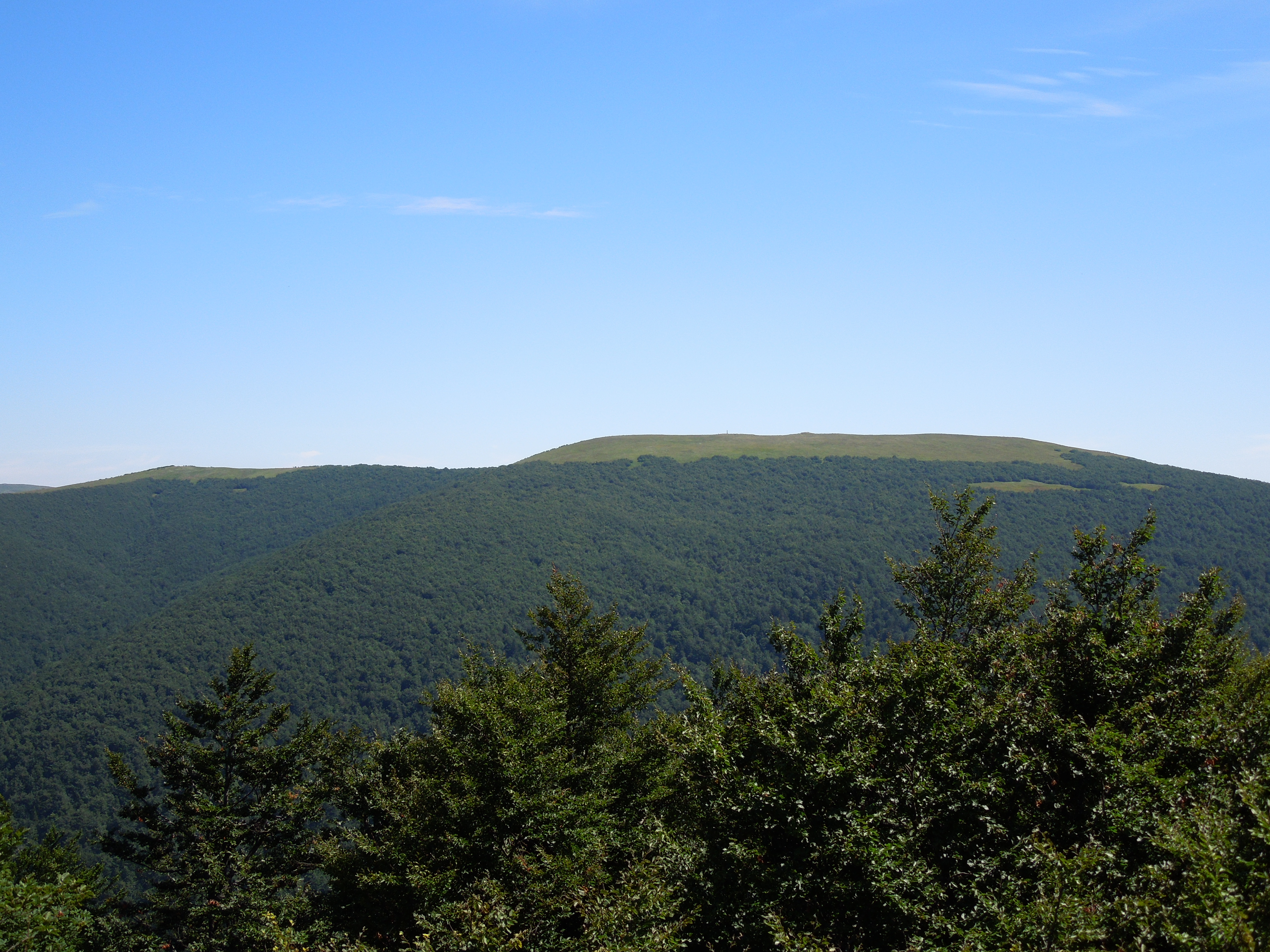
Pohled na polské vrchy Mała Rawka a Wielka Rawka z vrcholu Kamenné lúky
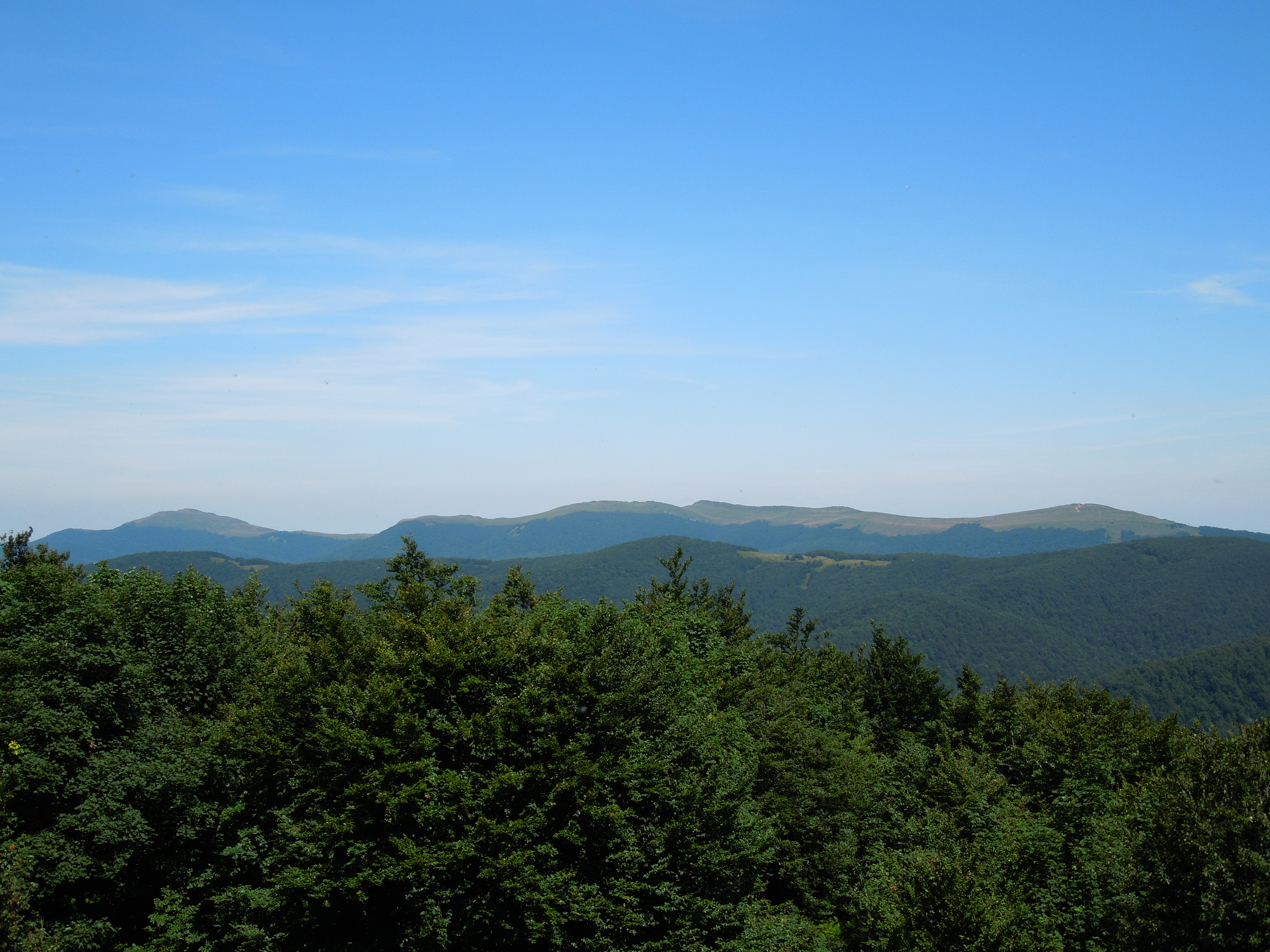
Pohled na polský vrch Smerek a pohoří Połonina Wetlińska z vrcholu Kamenné lúky
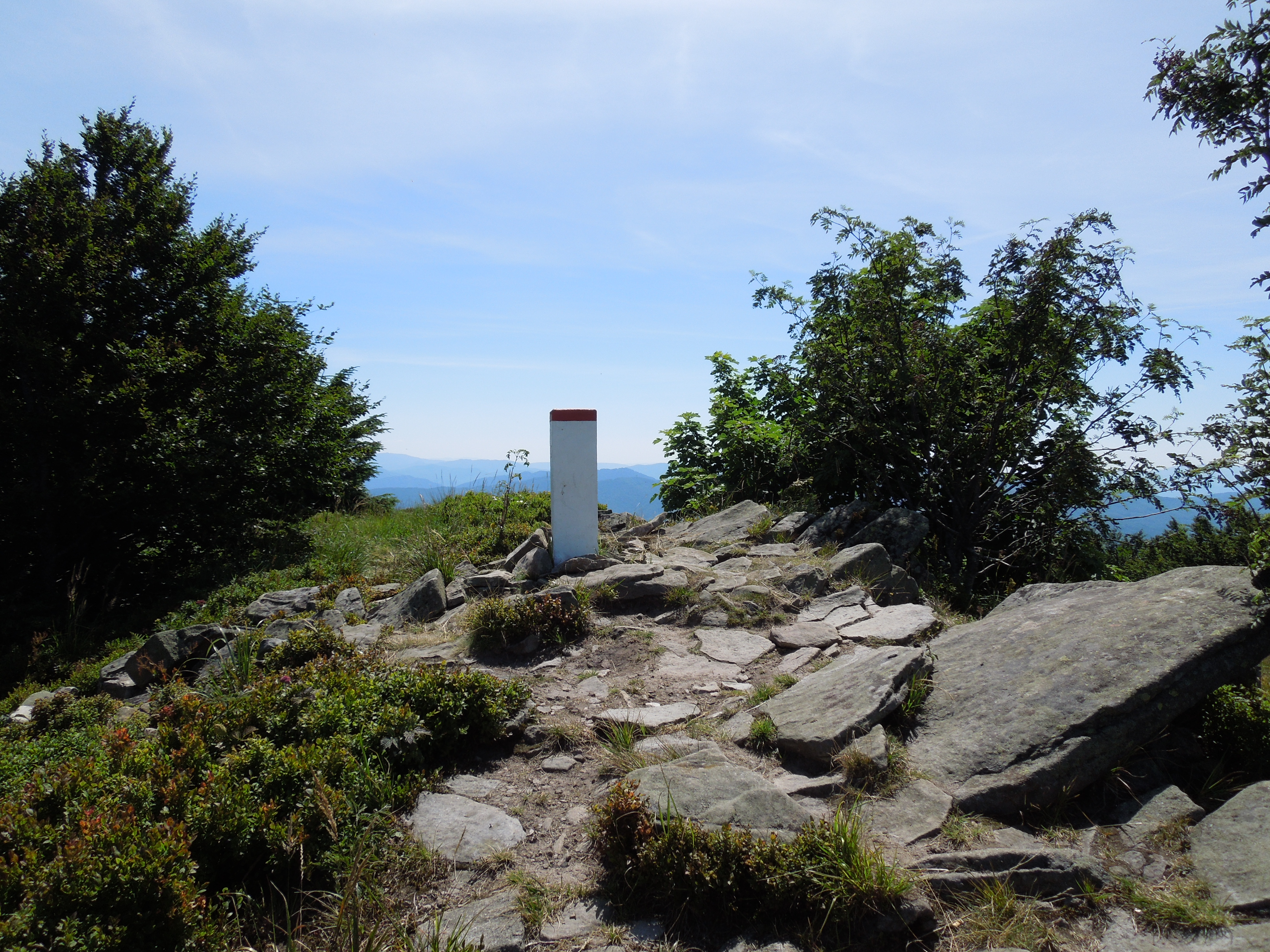
Vrchol Kamenná lúka začátkem srpna
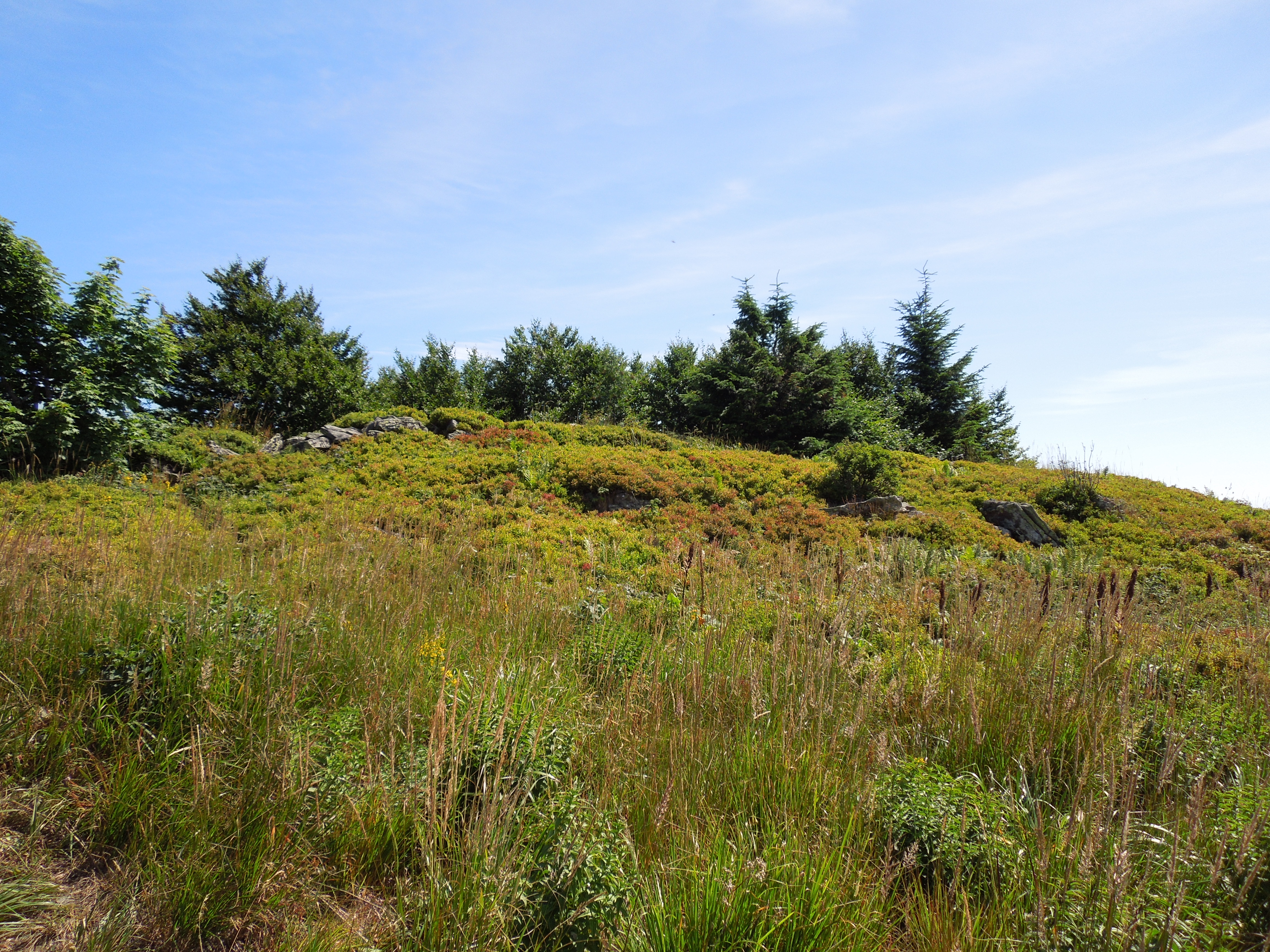
Vrchol Kamenná lúka začátkem srpna
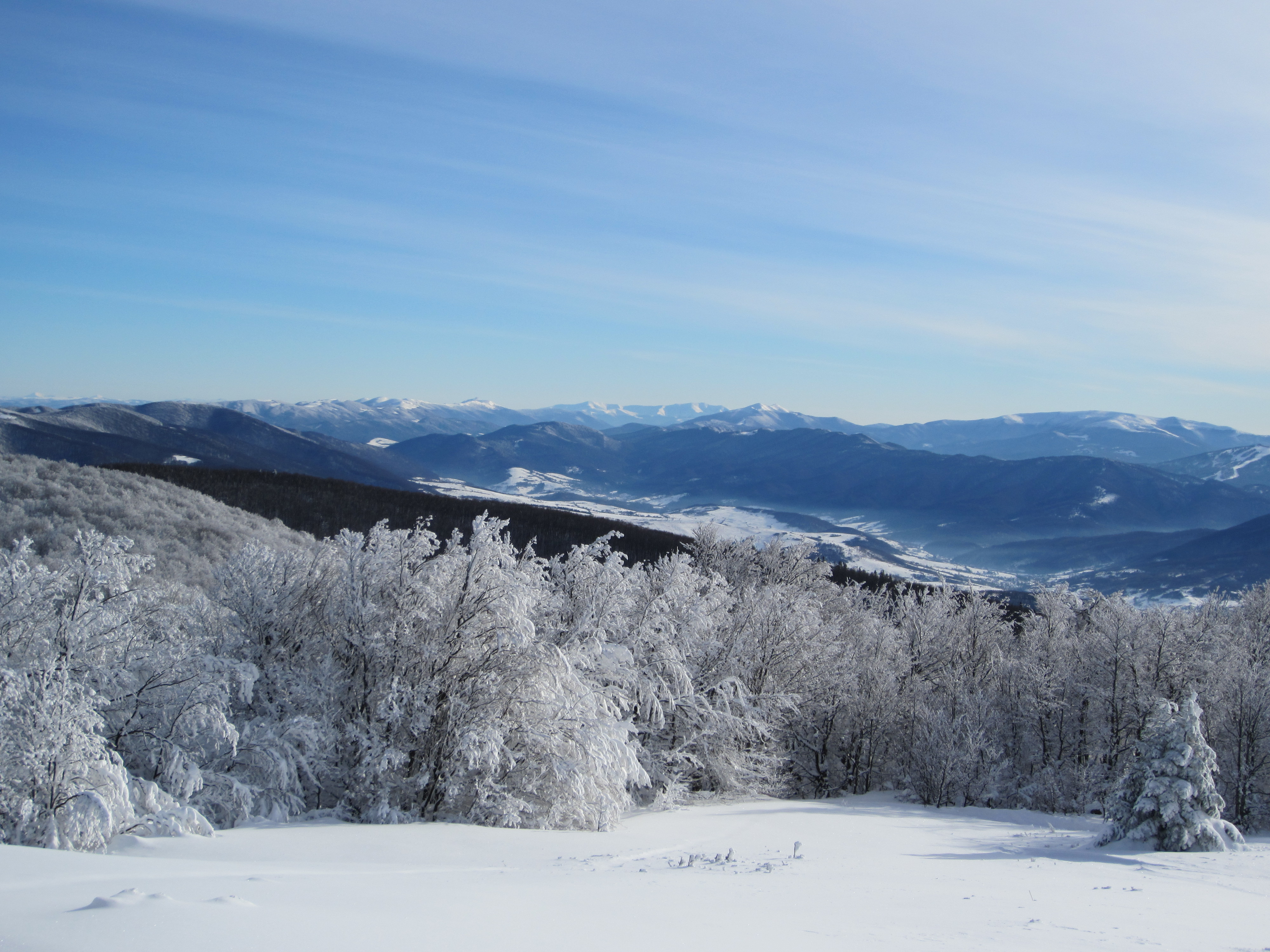
Pohled na ukrajinské Poloniny z vrcholu Kamenné lúky
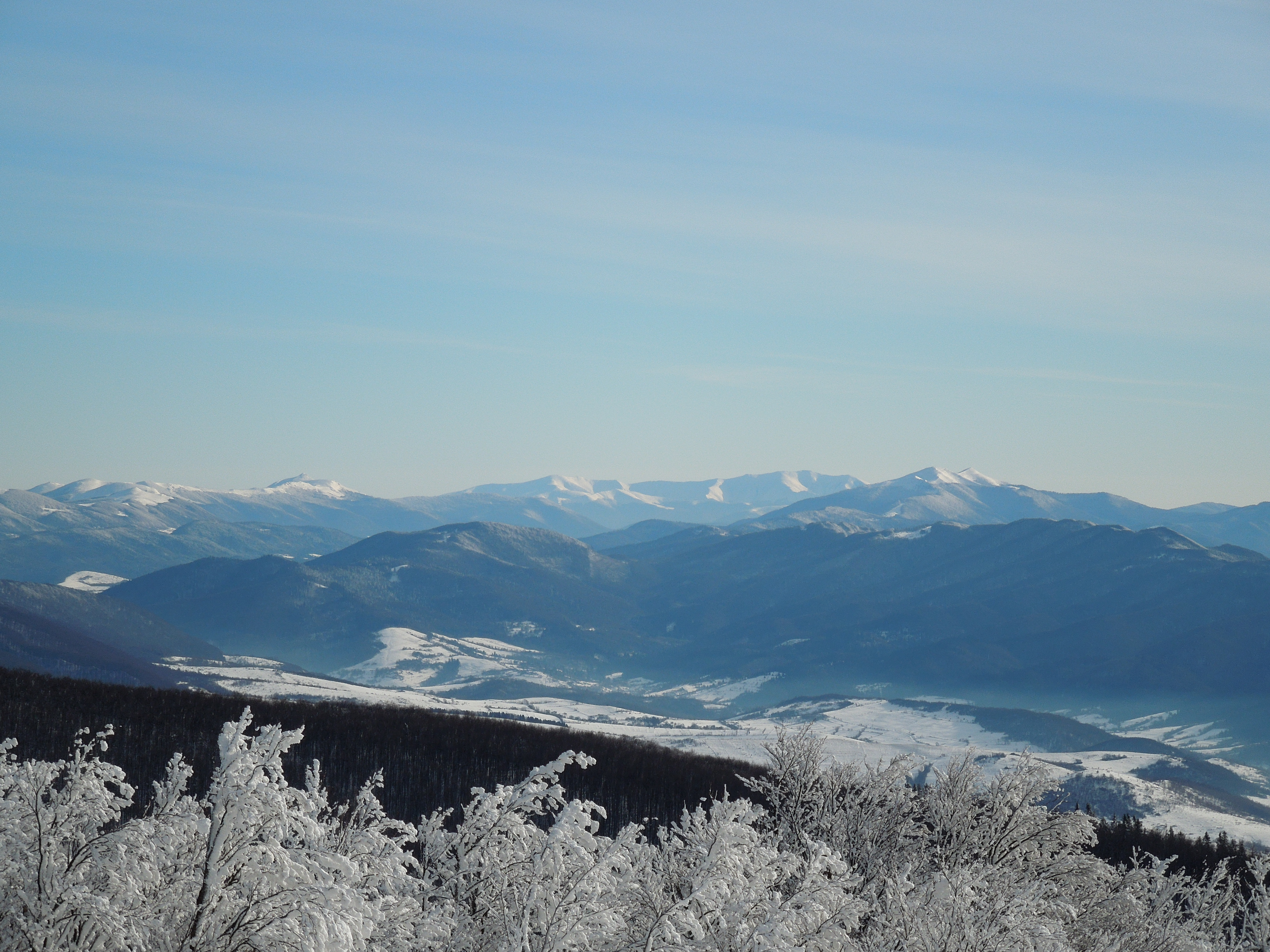
Pohled na ukrajinské Poloniny z vrcholu Kamenné lúky
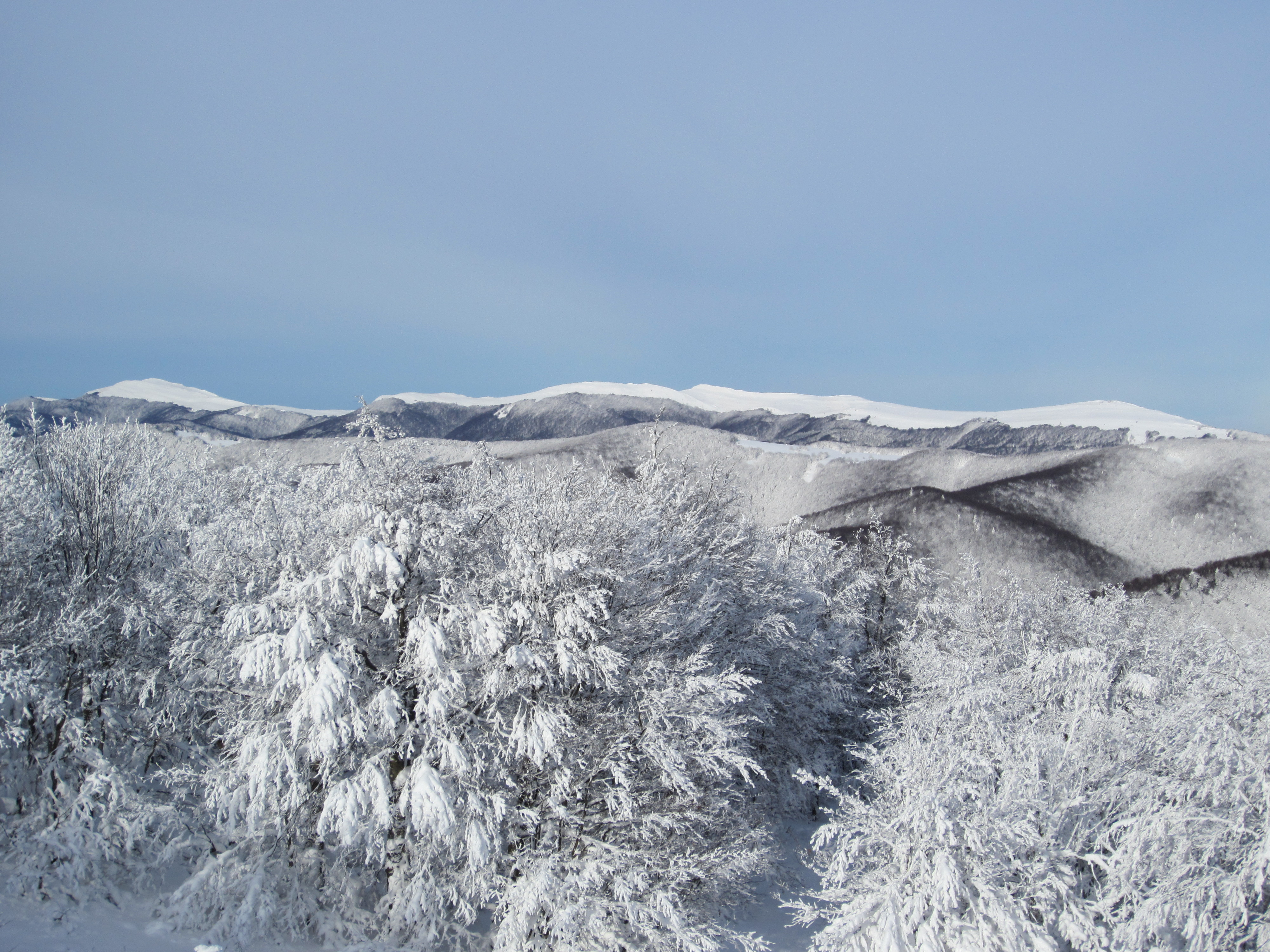
Pohled na polský vrch Smerek a pohoří Połonina Wetlińska z vrcholu Kamenné lúky
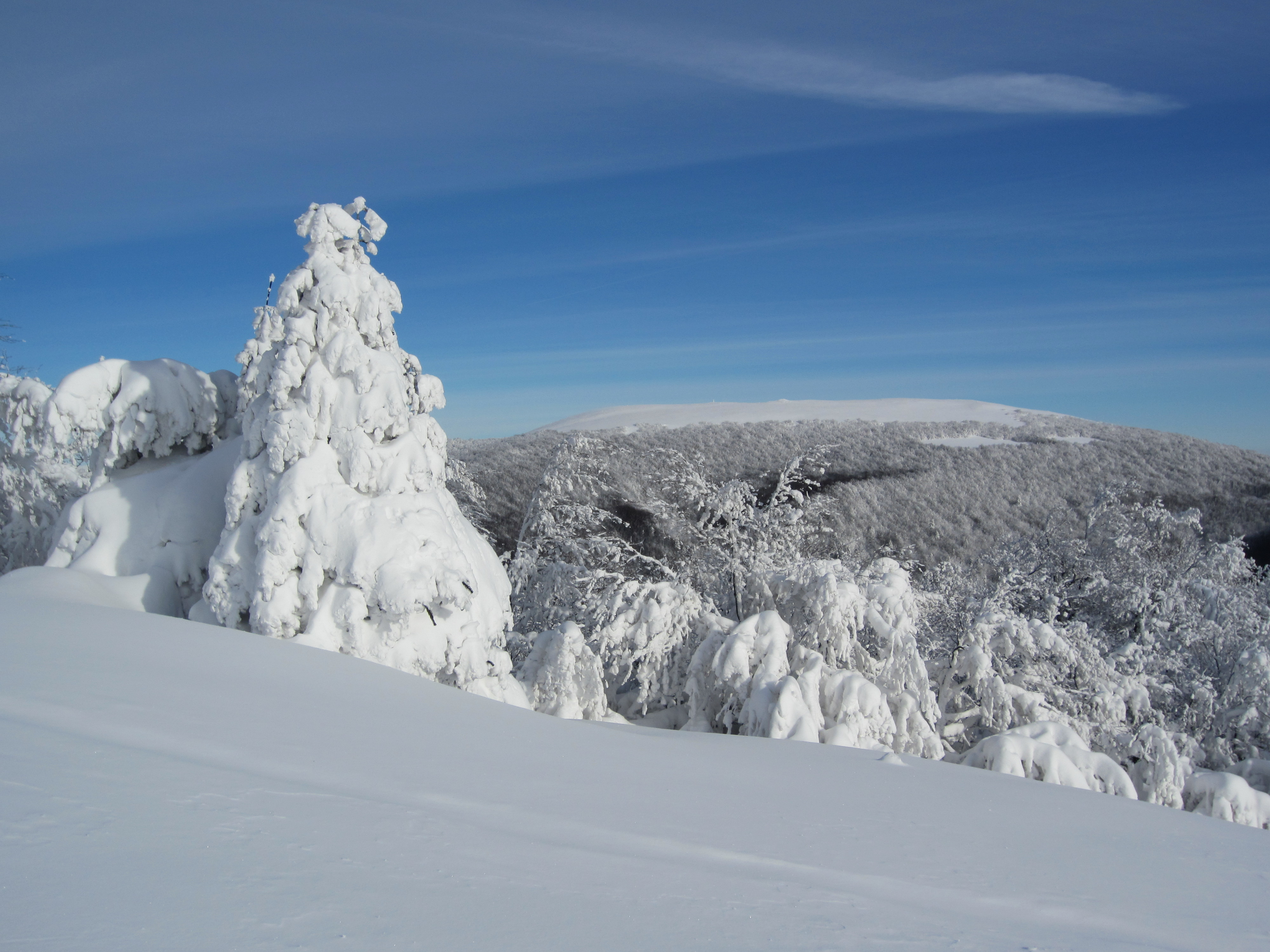
Pohled na polský vrch Wielka Rawka z vrcholu Kamenné lúky